# FlyDamas
FlyDamas Airlines (in arabo: فلاي داماس) è stata una compagnia aerea siriana con sede all'aeroporto Internazionale di Damasco. Utilizzando un solo Boeing 737-300, operava voli di linea in Iraq, Kuwait, Siria e Sudan.

## Storia
FlyDamas aveva programmato di lanciare i voli il 1º aprile e poi il 1 novembre 2015, tuttavia ciò non è avvenuto. La compagnia aerea ha operato il suo primo volo il 10 dicembre 2015 tra Damasco e Qamishli. Sebbene stesse pianificando voli per molte destinazioni, FlyDamas inizialmente operava solo voli tra le due città. Per questo motivo è stata affiliata al governo siriano e potrebbe aver trasportato rifornimenti in città per l'esercito.
FlyDamas ha iniziato i voli verso vari paesi del Medio Oriente e dell'Africa, utilizzando un Boeing 737-500 preso in leasing da Alexandria Airlines. Tuttavia, nel novembre 2016 ha acquisito il suo primo aereo di proprietà, un Boeing 737-300. Nell'agosto 2017, FlyDamas ha iniziato a noleggiare un Boeing 737-400(SF) da Mid Africa Aviation per operazioni cargo.
A gennaio 2021, la compagnia aerea ha sospeso le operazioni con l'intenzione di riprendere i suoi servizi più avanti durante l'anno.

## Flotta

### Flotta attuale
A dicembre 2022 la flotta di FlyDamas è così composta:

### Flotta storica
FlyDamas operava in precedenza con i seguenti aeromobili:
- Boeing 737-400
- Boeing 737-500